# Torrejoncillo (kommunhuvudort)
Torrejoncillo är en kommunhuvudort i Spanien.   Den ligger i provinsen Provincia de Cáceres och regionen Extremadura, i den centrala delen av landet, 240 km väster om huvudstaden Madrid. Torrejoncillo ligger 336 meter över havet och antalet invånare är 3 331.
Terrängen runt Torrejoncillo är varierad, och sluttar norrut. Runt Torrejoncillo är det mycket glesbefolkat, med 5 invånare per kvadratkilometer. Närmaste större samhälle är Coria, 11,3 km nordväst om Torrejoncillo. Trakten runt Torrejoncillo består till största delen av jordbruksmark.